# Scopula cuspidata
Scopula cuspidata är en fjärilsart som beskrevs av Paul Mabille 1900. Scopula cuspidata ingår i släktet Scopula och familjen mätare. Inga underarter finns listade.